# Pterolophia pedongensis
Pterolophia pedongensis är en skalbaggsart som beskrevs av Stefan von Breuning 1968. Pterolophia pedongensis ingår i släktet Pterolophia och familjen långhorningar.
Artens utbredningsområde är Nepal. Inga underarter finns listade i Catalogue of Life.